# Crenea patentinervis
Crenea patentinervis là một loài thực vật có hoa trong họ Lythraceae. Loài này được (Koehne) Standl. mô tả khoa học đầu tiên năm 1947.